# Rizoma

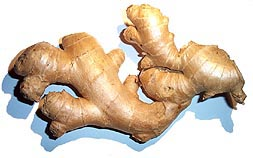
Rizoma de gingebre.

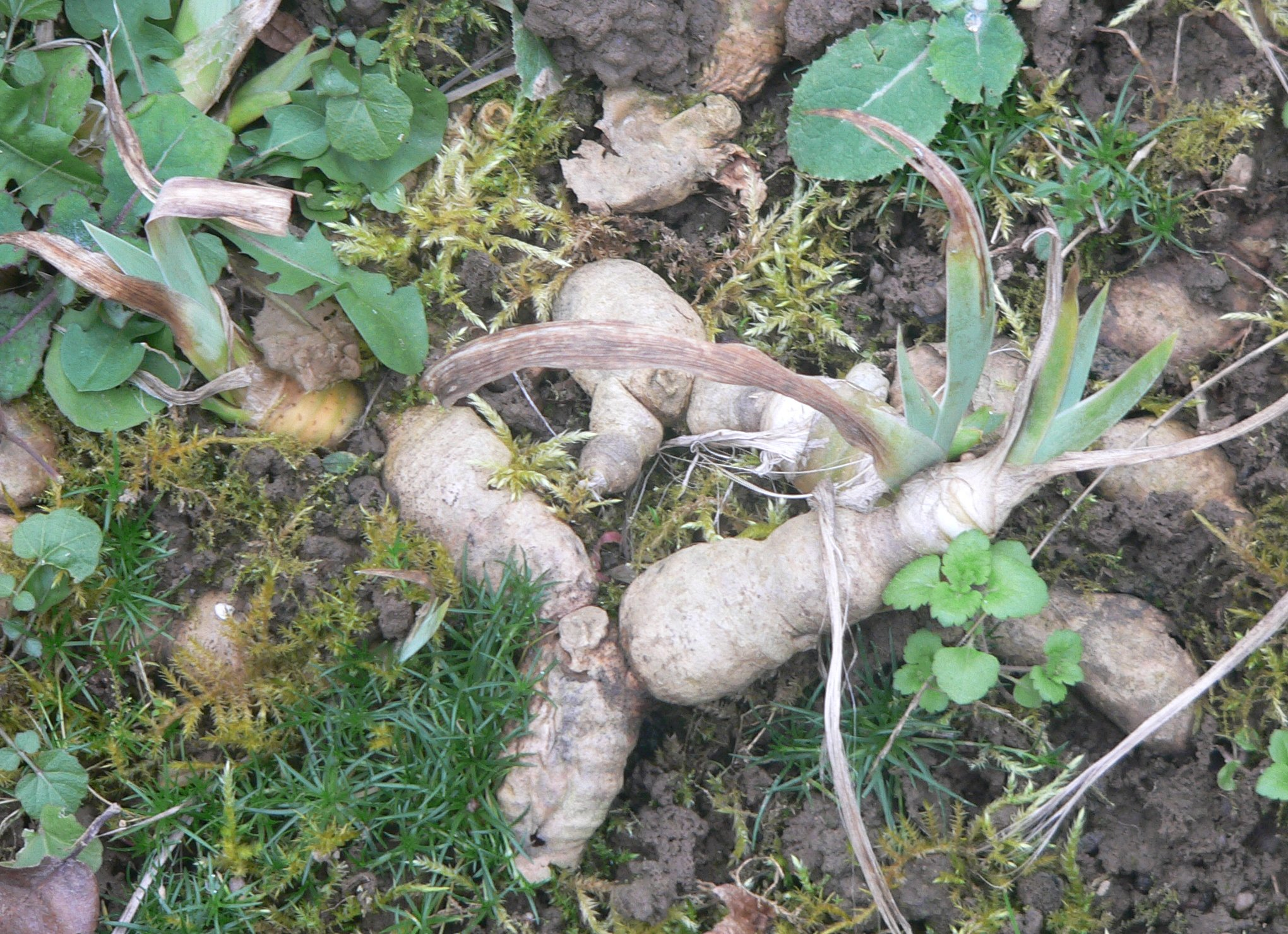
Rizoma de Lliri blau (Iris × germanica).

El rizoma (de l'antic grec:rhízōma,«massa d'arrels», del verb rhizóō fer arrels) és una tija subterrània modificada d'una planta. Els rizomes es desenvolupen a partir de gemmes axilars i són diageotròpics i per tant, creixen horitzontalment respecte a la superfície del sòl. El rizoma també conserva la capacitat d'emetre nous brots que creixen cap amunt, mentre que cap avall creixen les seves arrels.
Si un rizoma se separa en trossos, cadascun d'ells pot donar lloc a una nova planta. La planta utilitza els rizomes per emmagatzemar midons, proteïnes i altres nutrients. Aquest és un procés que es coneix com a reproducció vegetativa. També permet l'extensió lateral de plantes herbàcies com el bambú. Exemples de plantes que es propaguen d'aquesta manera inclouen el llúpol, espàrrecs, gingebre, els bananers, les canyes (Arundo donax, Phragmites australis, Ammophila arenaria, els lliris (Iris) i les orquídies simpodials. Alguns rizomes es mengen directament (com el gingebre).
Normalment els rizomes són propis de plantes vivaces que perden les parts aèries en l'estació desfavorable (geòfits i hemicriptòfits). Moltes plantes amb rizomes es poden multiplicar vegetativament amb la plantació d'un rizoma o d'un tros de rizoma. (Musa sp), l bambús) són exemples de plantes amb rizoma.

## Rizoma leptomorf

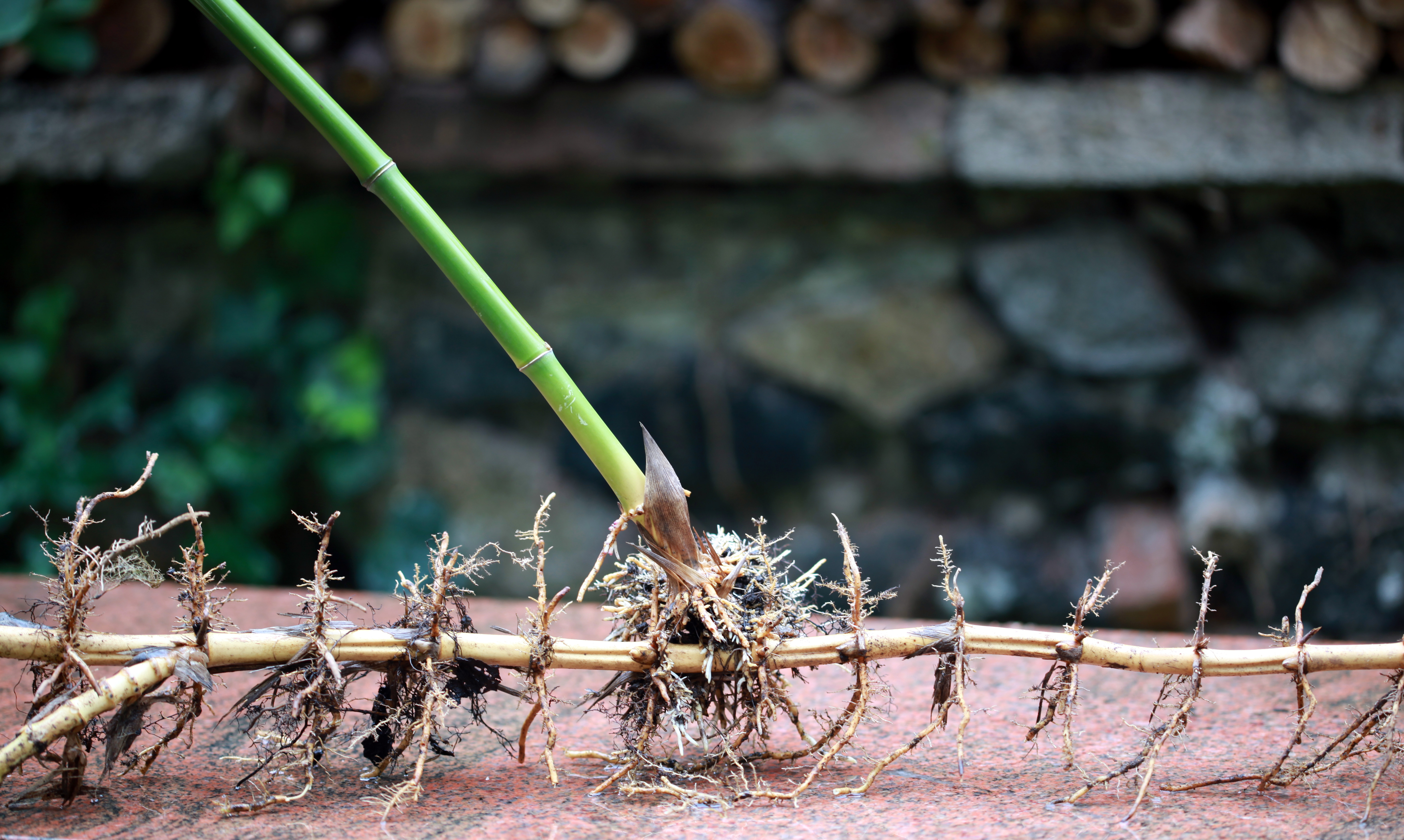
Rizoma leptomorf a Phyllostachys bambusoides

Els rizomes leptomorfs apareixen en alguns tipus de bambús, són llargs i prims, cilíndric o gairebé cilíndric amb un diàmetre generalment menor que el de les fulles. Els entrenusos són simètrics o gairebé simètrics, més llargs que amples, i tots tenen aproximadament la mateixa longitud. Les gemmes laterals dorments tenen majoritàriament la forma de barca. Els rizomes Leptomorfs també s'anomenen "monopòdics".

## En filosofia
S'ha usat el terme com a metàfora en filosofia per explicar el desenvolupament d'una societat en forma de xarxa, sense jerarquies o centres definits, especialment a l'obra de Gilles Deleuze i Félix Guattari.